# Fils de la Charité
Les Fils de la Charité forment une congrégation religieuse catholique de religieux laïcs (frères) et de prêtres fondée à Paris le 25 décembre 1918 par le père  Jean-Émile Anizan (1853-1928) pour l'évangélisation des milieux populaires. Cet institut est de droit pontifical.

## Activités
Les Fils de la Charité sont présents dans douze pays et quatre continents :
1. Europe (France, Espagne, Portugal, Italie) ;
2. Afrique (République démocratique du Congo, Congo, Côte d'Ivoire) ;
3. Amérique (Québec-Canada, Mexique, Colombie, Brésil) ;
4. Asie (Philippines).

Les Fils de la Charité sont très impliqués dans l'évangélisation des milieux populaires. Ils sont souvent responsables de paroisses populaires, comme à Argenteuil, à Saint-Ouen, à Grigny, à La Courneuve, ou encore à Valenciennes, La Chapelle-Saint-Luc et Les Noës-près-Troyes et d'autres lieux encore. Là, ils accompagnent très souvent la JOC (Jeunesse ouvrière chrétienne). Mais les paroisses ne sont pas leurs uniques lieux d'apostolat, puisqu'ils travaillent également, par exemple, auprès des plus pauvres à la Cité Saint-Pierre de Lourdes (cité du Secours catholique) comme aumôniers, en Afrique sur le Port d'Abidjan (Côte d'Ivoire) à l'évangélisation des marins et des pêcheurs (Apostolat de la mer). Ils sont aussi très actifs au Brésil. Cherchant toujours à répondre à la tension voulue par leur fondateur, le père Jean-Émile Anizan, de s'occuper des paroisses et de ce qu'il appelait alors les « œuvres » (extra paroissial).
Ils sont aujourd'hui 165 prêtres et 22 frères et ont toujours des vocations même en France. Ayant des petites structures de proximité, les vocations en petit nombre sont régulières chez les Fils de la Charité (contrairement à d'autres congrégations religieuses masculines en voie d'extinction en Europe). Leur maison généralice se trouve à Issy-les-Moulineaux où se trouve également la tombe du fondateur le P. Anizan. La congrégation est dirigée par un supérieur général pour un mandat de six ans, Pierre Tritz (Français) entre 2012 et 2018, puis Kouamé Emmanuel Say (Ivoirien) depuis août 2018.
À partir de mi-2018, l'Institut fête son centenaire.

## Le mal de Dieu et le mal du peuple
L'un des grands axes de leur charisme spirituel est marqué par une dialectique voulue par leur fondateur « le mal de Dieu et le mal du peuple », c'est-à-dire que Dieu et les hommes ne sont pas séparables, mais se tiennent et forment un tout indissociable. Aller vers les hommes en passant par Dieu et aller à Dieu en passant par les hommes. Mais il est bon aussi de rappeler que pour leur fondateur le Père Jean-Émile Anizan, ce qui est premier c'est le service de la gloire de Dieu. Comme le rappelle le premier biographe l'abbé Gabriel Bard, pour le Père Anizan, « le Mal des âmes » n'était qu'un corollaire de son « mal du peuple. » Le mot « mal » doit être compris ici comme une forme de « douleur d'amour », une forme de compassion (dans le sens de « être passionné avec »), poussant vers les autres et à agir pour les autres.

## Les figures marquantes
Les figures les plus marquantes dans cette congrégation religieuse sont Gaston Courtois (1897-1970), fondateur des journaux Cœurs vaillants et Âmes vaillantes, et, avec Jean Pihan (1912-1996), du mouvement Cœurs vaillants-Âmes vaillantes devenu Action catholique des enfants (ACE), Pierre Thivollier (1910-2004), Georges Michonneau (1899-1983), Louis Rétif (1911-1985) qui furent des acteurs de l'élan missionnaire des années 1940-1950 dans l'Église de France, ainsi que Frédy Kunz (1920-2000), fondateur de la « Fraternité du Serviteur souffrant » très connue en Amérique latine.

## Les supérieurs généraux
- 1918-1928 : Jean-Émile Anizan
- 1928-1931 : Charles Devuyst
- 1931-1943 : Georges Vaugeois
- 1943-1955 : André Monnier
- 1955-1962 : Michel Goison
- 1962-1971 : Joseph Bouchaud
- 1971-1977 : André Rebré
- 1977-1989 : Jean-Paul Marsaud
- 1989-2001 : Michel Retailleau
- 2001-2013 : José Miguel Sopeña
- 2013-2019 : Pierre Tritz
- 2019-2025 : Emmanuel Kouame Say
- Depuis 2025 : Calixto Martinez